# Partido judicial de Alcalá de Guadaíra
El partido judicial de Alcalá de Guadaíra es uno de los 85 partidos judiciales en los que se divide la comunidad autónoma de Andalucía y creado por Real Decreto en 1983, como número once de los quince en que se divide la provincia de Sevilla, en España.

## Ámbito geográfico
| Partido Judicial | Capital de partido | Municipios que comprende |
| ---------------- | ------------------ | ------------------------ |
| 11               | Alcalá de Guadaíra | Alcalá de Guadaíra.      |